# Nery Domínguez
Nery Andrés Domínguez (Cañada de Gómez, 9 aprile 1990) è un calciatore argentino, centrocampista del San Lorenzo.

## Caratteristiche tecniche
È un centrocampista difensivo,impiegato anche come Difensore centrale.

## Carriera

### Gli inizi al Rosario Central
Cresciuto nelle giovanili del Rosario Central, debutta in prima squadra il 18 agosto 2012 nel match vinto per 2-1 contro il Boca Unidos,nel quale realizza la prima rete tra i professionisti.Si afferma in pianta stabile in prima squadra e tra gli undici titolari sotto la guida tecnica di Miguel Ángel Russo.A fine anno con 35 presenze e 3 reti contribuisce alla vittoria del Primera B Nacional 2012-2013 e rinnova il contratto fino al 2016.
Nell'annata successiva realizza una delle due reti con cui il Club Atlético Rosario Central batte i rivali cittadini del Club Atlético Newell's Old Boys.
Nel 2015 con l'arrivo di Eduardo Coudet diventa uno dei perni principali della squadra.
A fine anno decide di non rinnovare,lasciando definitivamente il club rosarino.

### Queretaro
Nel 2016 viene ingaggiato dal Querétaro Fútbol Club.Con il club messicano colleziona 26 presenze e 1 gol(considerando tutte le competizioni ufficiali  ) in un anno di militanza.

### Prestito all' Independiente
Nel Febbraio del 2017 viene ceduto in prestito annuale con diritto di riscatto all'Club Atlético Independiente.
Esordisce in partite ufficiali due mesi più tardi contro il Club Atlético Vélez Sarsfield,nel match terminato sul punteggio di 1-1.
Con i diavoli rossi disputa 18 partite e 1 gol tra Copa Argentina 2017-2018 e Primera División (Argentina),mentre vince la Coppa Sudamericana 2017, competizione in cui gioca 7 partite e realizza un gol nella vittoria per 4-2 contro il Club Deportes Iquique. Nonostante un buon andamento non viene riscattato dal club argentino.

### Racing Avellaneda
Nel 2018 firma con l'altro club di Avellaneda: il Racing Club de Avellaneda,fortemente voluto da Eduardo Coudet.
Esordisce con i biancoazzurri il 29 Gennaio in occasione della sconfitta per 2-1 contro l'Club Atlético Unión. A fine anno il club acquista il 50 % del suo cartellino.
Nell'annata successiva contribuisce con 18 presenze e 2 assist alla vittoria della Superliga Argentina de Fútbol nel 2019 ottenuta matematicamente dopo il pareggio per 1-1 contro il Club Atlético Tigre.
La prima rete ufficiale con la maglia del Racing Club de Avellaneda arriva il 3 Agosto del 2019,nel match terminato in parità per 2-2 contro il Club Atlético Vélez Sarsfield.
Il 14 Dicembre del medesimo anno è negli gli undici titolari della squadra che batte per 2-0 il Club Atlético Tigre e si laurea campione del Trofeo de Campeones de la Superliga Argentina.
In occasione della vittoria per 2 reti a 0 contro l'Club Atlético Aldosivi,valevole per la Copa de la Liga Profesional 2021, raggiunge le 100 presenze con la maglia dell' "Academia".
Il 26 Giugno del 2022 nel match vinto rotondamente per 5-0 contro l'Club Atlético Aldosivi ,subentra a Leonardo Sigali nella ripresa e disputa l'ultima partita con la maglia del Racing Club de Avellaneda,raccogliendo l'ovazione e gli applausi del pubblico.

### Universidad de Chile
Non rinnova il contratto in scadenza nel 2022 con il club argentino e firma un preaccordo con l'Club de Fútbol Profesional de la Universidad de Chile.

## Palmarès

### Competizioni nazionali
- Primera B Nacional: 1

Rosario Central: 2012-2013
- Campionato argentino: 1

Racing Club: 2018-2019
- Trofeo de Campeones de la Superliga Argentina: 1

Racing Club: 2019

### Competizioni internazionali
- Coppa Sudamericana: 1

Independiente: 2017